# Labrodon haueri
Espèce
Labrodon haueri est une espèce éteinte de poissons de la famille des Labridae.
G. De Stefano considère Labrodon haueridans comme un synonyme de Labrodon pavimentatum, ce qui, selon S. Jonet en 1968 est « sujet à caution ». Ce dernier indique que le type de cette espèce provient du Miocène du bassin de Vienne.